# Hypocladia restricta
Hypocladia restricta är en fjärilsart som beskrevs av George Francis Hampson 1901. Hypocladia restricta ingår i släktet Hypocladia och familjen björnspinnare. Inga underarter finns listade i Catalogue of Life.